# Lagunillas (Garabito)
Lagunillas es el tercer distrito del cantón de Garabito, en la provincia de Puntarenas, de Costa Rica.

## Historia
Lagunillas fue creado el 15 de noviembre de 2021 por medio de la Ley 10055. Segregado de Tarcoles.
Fue propuesto por el diputado Oscar Mauricio Cascante Cascante (PUSC-Puntarenas) bajo el proyecto 21756 del 18 de diciembre de 2019.

## Localidades
- Cabecera: Lagunillas
- Poblados: Bajamar, Alto Capulín, Bajo Capulin, Guacalillo, Cuarros, Intermedios.

## Transporte

### Carreteras
Al distrito lo atraviesan las siguientes rutas nacionales de carretera:
- Ruta nacional 34

## Clima
Garabito se ubica en la zona de transición entre el Pacífico Norte y el Pacífico Central costarricense. Sus temperaturas a menudo rondan los 30 °C durante el día, y el cantón presenta una alta humedad atmosférica.

## Economía
La economía de Lagunillas se basa en el cultivo de frutas como mango, melón y sandía entre otras.